# Beerenberg
Il Beerenberg è il vulcano attivo più settentrionale al mondo. Esso è situato sull'isola di Jan Mayen, appartenente alla Norvegia, più precisamente alla contea di Nordland, e assieme all'altro complesso vulcanico situato ad ovest e collegato al Beerenberg da un istmo, forma l'isola. Appartiene alla tipologia degli stratovulcani. 
Il vulcano forma la costa settentrionale dell'isola, in norvegese conosciuta come Nord-Jan; essa è perciò caratterizzata da alte scogliere. Beerenberg misura 2 277 metri d'altezza e su di esso è presente un ghiacciaio. Morfologicamente, il suo cratere presenta una breccia a nord, il che gli conferisce un aspetto a doppio picco da lì; la distanza massima tra un picco e l'altro è pari a circa 1,70 km. Da sud appare come un tipico stratovulcano.
Il Beerenberg è formato da lava basaltica. La sua più recente eruzione del XX secolo risale al 1985, sono segnalate eruzioni nel XIV secolo, nel 1732 (una VEI 4) e nel 1818 (VEI 3).